# Stefan Rothe
Stefan Rothe (* 8. August 1981 in Dresden) ist ein deutsch-amerikanischer Radrennfahrer, der in Austin (Texas) lebt.
Rothe erzielte vornehmlich Siege auf dem amerikanischen Kontinent, darunter 2010 eine Etappe der Tour of Austin, einem Etappenrennen des nationalen Radsportkalenders des US-Radsportverbands. Bei internationalen Rennen wurde er 2005 Etappenzweiter der Vuelta a El Salvador und 2007 Etappendritter der Jelajah Malaysia.
Auf der Bahn wurde Rothe 2013 zusammen mit Liam Donoghue, Jacob Duehring und Mike Zagorsk US-amerikanischer Meister in der 4000-Meter-Mannschaftsverfolgung, nachdem er im Vorjahr Dritter in der Einerverfolgung und Zweiter im Internationalen Omnium wurde.
Im 2015 landete er seinen größten Erfolg in the USA, als er die 2. Etappe des North Star Grand Prix im Sprint gewinnen konnte, ein Etappen-Rennen im amerikanischen USA Cycling National Racing Calendar. 
Als Vollzeitstudent an der Midwestern State University konnte er im Jahr 2016 die US-amerikanischen Studenten-Meisterschaften sowohl auf der Straße als auch im Einzelzeitfahren in der 1. Division gewinnen. 